# Державні свята в Йорданії
Державні свята в Йорданії.
| Дата               | Англійська назва                  | Місцева назва                             | Зауваження                                                                              | Офіційний бізнес |
| ------------------ | --------------------------------- | ----------------------------------------- | --------------------------------------------------------------------------------------- | ---------------- |
| 1 січня            | Новий рік                         | Рас-Ассана аль-Міладі                     |                                                                                         | Зачинено         |
| 1 травня           | День праці                        | Ід ель-Оммаль                             |                                                                                         | Зачинено         |
| 25 травня          | День Незалежності                 | Ід аль-Істіклаль                          |                                                                                         | Зачинено         |
| 25 грудня          | Різдво Христове                   | Ід Аль Мілад Аль Маджид, Аль Ід Іль Сагір | Різдво в Йорданії відзначають усі конфесії за католицьким днем (православне — 7 січня). | Зачинено         |
| 10 Зуль-хіджа      | Свято Жертви або Велике свято     | Ід аль-Адха                               | Ушановує готовність Авраама принести в жертву свого сина.                               | Зачинено         |
| 1 Шавваль          | Маленьке свято                    | Ід аль-Фітр                               | Відзначає закінчення Рамадану                                                           | Зачинено         |
| 1 Мухаррам         | Хіджра Новий рік                  | Рас-Ассана Аль-Хіджрі                     | Ісламський новий рік                                                                    | Зачинено         |
| 12 Рабі-аль-авваль | День народження пророка Мухаммеда | Маулід ан-Набі                            |                                                                                         | Зачинено         |

Примітка: відпустка в Йорданії часто гнучка. Уряд зазвичай змінює день, у який має відзначатися свято, на інший день — як правило, щоб продовжити вихідні.
У йорданських християн також державними святами є 26 грудня, Вербна неділя, Великдень і Великодній понеділок, причому Великдень відзначається всіма конфесіями відповідно до православної дати.